# 보리쌀
보리쌀은 보리의 낟알에서 껍질을 벗겨 낸 알곡이다.보리쌀을 얻으려면 보리의 겉껍질을 벗겨내고 낱알을 정맥(精麥)해야 한다. 다양한 굵기로 정맥한 보리는 통째로 쓸 수도 있고, 얇게 부서뜨릴 수도 있고, 절단할 수도 있고, 갈아서 가루로 만들 수도 있다. 전분 함량이 80퍼센트 가까이 되기 때문에 특히 채식 위주의 식단에서 빛을 발한다.

## 보리식감
보리쌀의 낱알은 거의 미끌미끌한 표면에 쫄깃한 질감을 지니고 있다. 맛은 비교적 밋밋한 편이지만, 함께 조리하는 다른 재료의 향미를 잘 흡수한다.

## 같이 보기
- 겉보리
- 쌀보리
- 귀리쌀
- 기장쌀
- 녹쌀
- 메밀쌀
- 밀쌀
- 수수쌀
- 옥수수쌀
- 좁쌀